# Berlaia dissimilis
Genre
Espèce
Synonymes
- Berlaia spinulosa Mello-Leitão, 1940

Berlaia dissimilis, unique représentant du genre Berlaia, est une espèce d'opilions laniatores de la famille des Gonyleptidae.

## Distribution
Cette espèce est endémique de l'État de Rio de Janeiro au Brésil. Elle se rencontre vers Mangaratiba, Morro do Caçador et Sacra Família do Tinguá.

## Description
Le mâle holotype mesure 4,5 mm et la femelle paratype 5 mm.

## Publication originale
- Mello-Leitão, 1940 : « Sete gêneros e vinte e oito espécies de Gonyleptidae. » Arquivos de Zoologia do Estado de São Paulo, vol. 1, p. 1–52.